# At-Ta'ee SC
At-Ta'ee Sport Club nebo také At-Tai (arabsky: الطائي‎) je saúdskoarabský fotbalový klub z města Ha'il, který byl založen 23. července 1960. V současné době hraje druhou nejvyšší saúdskoarabskou ligu Saudi First Division. Domácí zápasy hraje na Prince Abdul Aziz bin Musa'ed Stadium s kapacitou 12 250 míst.

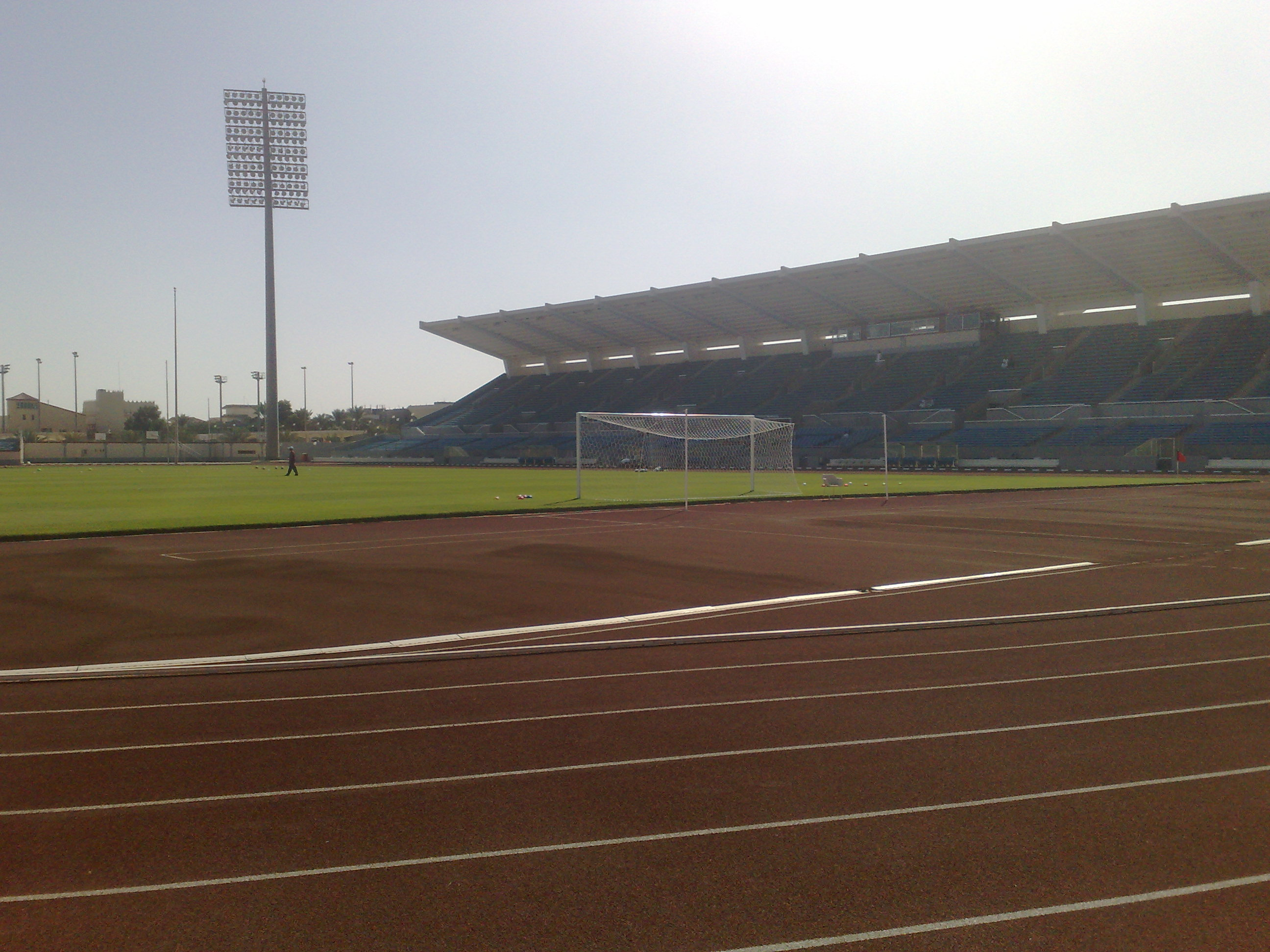
Prince Abdul Aziz bin Musa'ed Stadium